# 朱家角耶穌升天堂

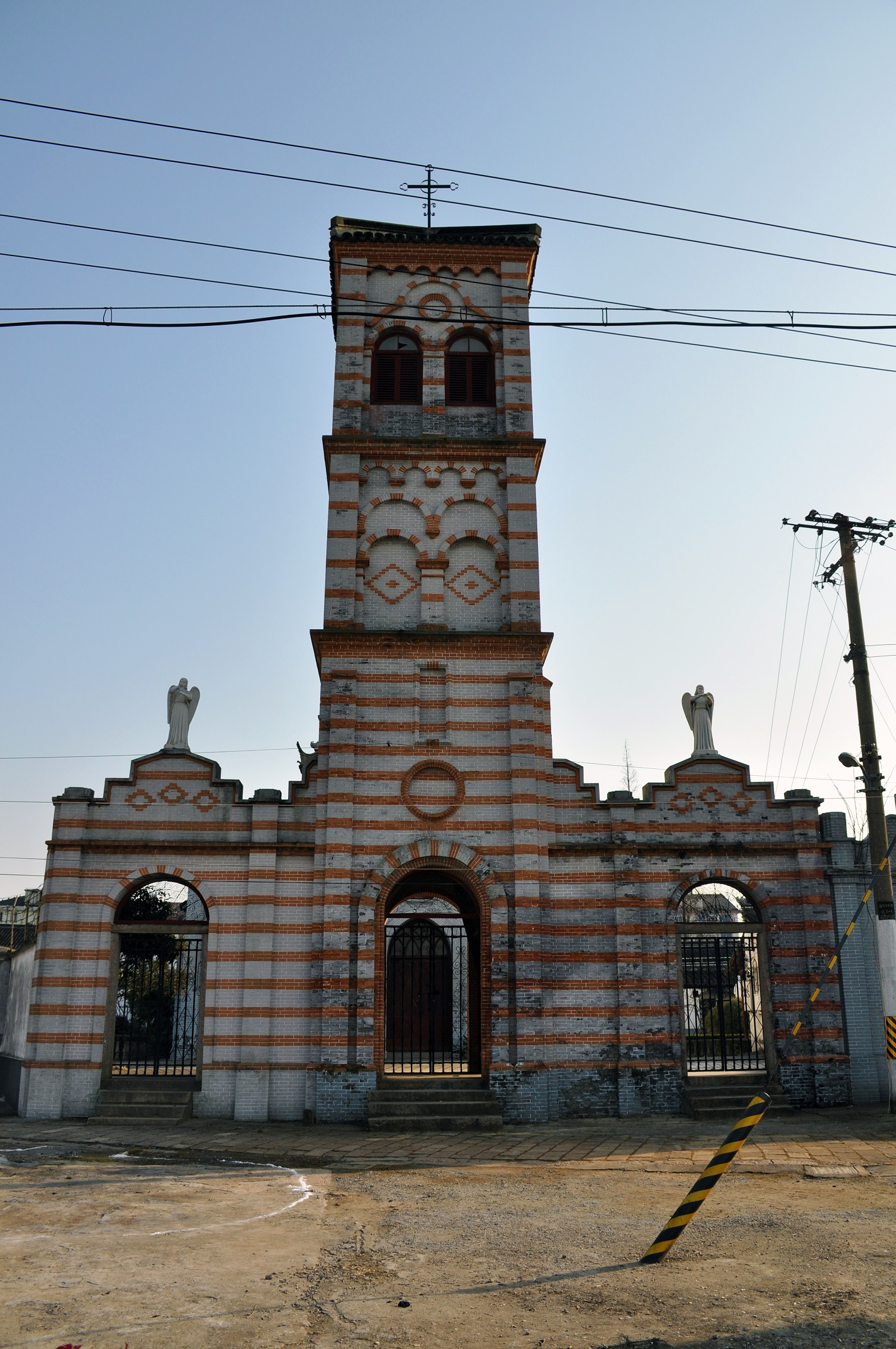

朱家角耶稣升天堂是上海市青浦区朱家角镇的一座天主教教堂，在漕河街317弄27号。
该堂建于1860年，最初是一座小堂。1883年扩建为中西混合式大堂，可容700人。1909年，另建独立式钟楼。该堂教友大多数为渔民。该堂原属泰来桥本堂区，1945年升格为本堂区，驻有本堂神父。
文化大革命中，该堂关闭。1980年，朱家角耶稣升天堂修复后开放，为文革后上海郊县第一座开放教堂。
2004年2月19日，朱家角天主堂公布为青浦区登记不可移动文物。2015年8月17日，上海市人民政府将朱家角天主堂列为第五批上海市优秀历史建筑，编号QP-J-002-V 。